# Мала Александровка (Ленінградська область)
Мала Александровка (рос. Малая Александровка) — присілок у Волосовському районі Ленінградської області Російської Федерації.
Населення становить 7 осіб. Належить до муніципального утворення Большеврудське сільське поселення.

## Історія
Від 1 серпня 1927 року належить до Ленінградської області.

## Населення
| 1838 | 1862 | 1997 | 2007 | 2010 | 2013 | 2014 |
| ---- | ---- | ---- | ---- | ---- | ---- | ---- |
| 9    | ↗50  | ↘0   | ↗3   | ↗12  | ↘9   | →9   |
| 2017 |      |      |      |      |      |      |
| ↘7   |      |      |      |      |      |      |